# Пам'ятник харківським студбатівцям
Пам'ятник студбатівцям, офіційно — Пам'ятник студентам ХДУ — добровольцям студентського батальйону — скульптура в центрі міста Харкова на Майдані Свободи, присвячена подвигу студентів Харківського університету імені Горького, що записалися на самому початку радянсько-німецької війни добровольцями в діючу армію і вирушили в липні 1941 року на фронт. Переважна більшість студентів загинуло в боях в районі Білої Церкви і при обороні Москви восени 1941 року.
Композицію з п'ятьох бронзових фігур студбатівців створили скульптори Дмитро Сова, Любов Жуковська та Д. Дадошев, архітектори Віктор Ліфшиц, Володимир Новгородов, В. О. Осіпов у 1999 р..

## Передісторія
До початку радянсько-німецької війни в Харкові навчалося близько 30 тисяч студентів. Частина студентів Харківського університету і інститутів виявила бажання записатися добровольцями в діючу армію. В кінці червня 1941 року понад 500 студентів-добровольців були спрямовані для підготовки до Малинівського військового табору біля міста Чугуєва, де з них планувалося підготувати політпрацівників і командирів стрілецьких взводів. Дівчата-добровольці були спрямовані в школи медсестер. Незабаром вони поповнили штати прифронтових госпіталів, стали санінструкторами рот і батальйонів. Після короткострокової підготовки зі студентів був сформований батальйон, який увійшов в історію під назвою «студбат».
6 липня 1941 року студбатівці в таборах Малинівки були вишикувані по тривозі і відправлені в розташування 26-ї армії Південно-Західного фронту під командуванням генерал-лейтенанта Федора Костенка в районі Фастова, Таращі та Білої Церкви на захід від Києва.
У боях під Білою Церквою загинуло понад 300 харківських студбатівців, за іншими даними, близько 80 % складу батальйону. Після невдачі під Києвом рештки харківського студентського батальйону були перекинуті під Наро-Фомінськ, де брали участь в обороні Москви .
Широку популярність харківським студбатівцям згодом приніс український письменник Олесь Гончар, виживший учасник студбату, який написав про батальйон книгу «Людина і зброя».

## Історія створення

Камінь з написом біля пам'ятника харківським студбатівцям на тлі загальної композиції пам'ятника.

В кінці 1970-х — початку 1980-х років з ініціативи харківських студентів виникла ідея спорудження пам'ятника студбатівцям. У 1981 році в ХДУ був сформований будівельний загін «Комунар», який очолили студент історичного факультету Г. В. Милюха і студент радіофізичного факультету І. Єфанов. На організаційних зборах члени загону (27 юнаків і 17 дівчат) прийняли рішення перерахувати 70 % свого заробітку на спорудження пам'ятника студбатівцям, загиблим під час війни. Ініціатива студентів була підтримана керівництвом міста.
З труднощами до середини 1980-х років було зібрано близько 200 тисяч радянських карбованців, на які було замовлено пам'ятник, проте виготовлені скульптурні композиції пролежали близько 15 років на асфальті в лівому внутрішньому дворі університету. Спроба встановлення пам'ятника не вдалася.
Друга спроба встановлення пам'ятника була здійснена в кінці 1990-х років. У Харківському державному університеті влітку 1999 року почалася кампанія по добровільному збору коштів на спорудження пам'ятника. Ініціатива молоді та громадськості міста принесла свої плоди. Після багаторічного зволікання пам'ятник студбатівцям був встановлений на площі Свободи, поряд з головним корпусом Харківського університету.

## Композиція пам'ятника
На трьох об'єднаних разом гранітних постаментах розташовані п'ять бронзових фігур, які зображають чотирьох студентів і одну дівчину. Студенти йдуть на фронт. Два студенти йдуть рішуче, один з них прощається з дівчиною, один озирається назад. Гвинтівка є тільки в одного зі студентів, інші йдуть без зброї.

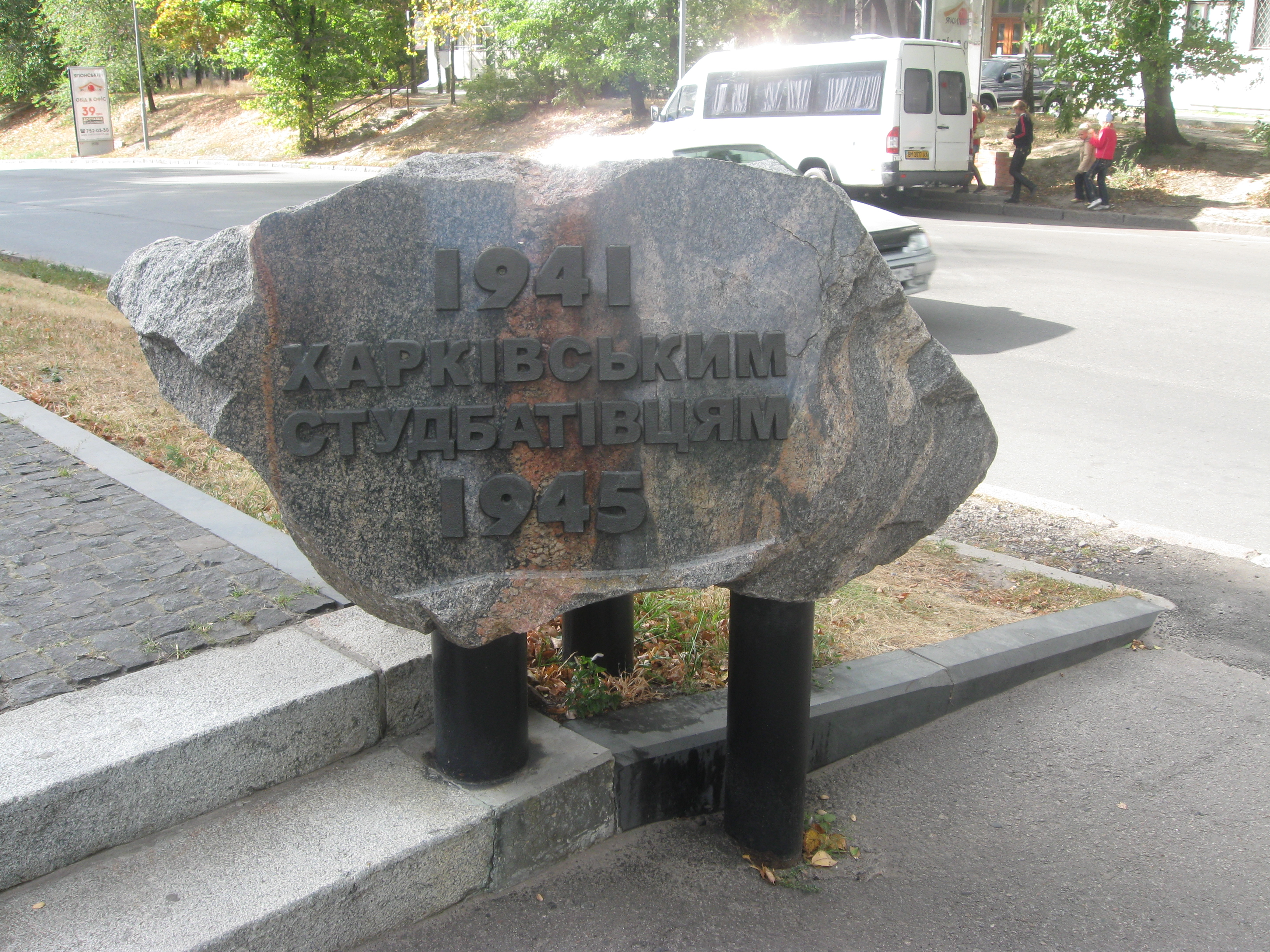